# Provincia de Valparaíso (1842-1976)
La provincia de Valparaíso fue una de las divisiones administrativas de Chile existente entre 1842 y 1976.
Fue creada por una ley de 27 de octubre de 1842, con tres departamentos (Valparaíso, Casablanca y Quillota). Esta ley segregó el departamento de Quillota de la provincia de Aconcagua, así como los departamentos de Valparaíso y Casablanca de la de Santiago. Su capital era la ciudad del mismo nombre.
| Departamento | Cabecera   |
| ------------ | ---------- |
| Valparaíso   | Valparaíso |
| Casablanca   | Casablanca |
| Quillota     | Quillota   |

En 1856 los departamentos eran los siguientes:
| Departamento   | Cabecera       |
| -------------- | -------------- |
| Valparaíso     | Valparaíso     |
| Casablanca     | Casablanca     |
| Quillota       | Quillota       |
| Ferrocarril    |                |
| Juan Fernández | Juan Fernández |

En 1925 los departamentos eran los siguientes:
| Departamento | Cabecera   |
| ------------ | ---------- |
| Valparaíso   | Valparaíso |
| Casablanca   | Casablanca |
| Quillota     | Quillota   |
| Limache      | Limache    |

El 30 de diciembre de 1927, el DFL 8582 suprimió la provincia de Valparaíso, que pasó a formar parte de la nueva provincia de Aconcagua. También se suprimieron los departamentos de Limache y Casablanca.
De acuerdo con el DFL 8582, se establece:
"Artículo 1.º Divídese el país en las siguientes provincias, departamentos y territorios: (...)
- PROVINCIA DE ACONCAGUA.–Capital: Valparaíso.–Departamentos: Petorca, San Felipe, Andes, Quillota y Valparaíso; (...)

Artículo 2.º Los departamentos tendrán por límites los fijados por el decreto-ley número 354, de 17 de marzo de 1925, y sus actuales cabeceras, con las modificaciones siguientes, además de las arriba indicadas: (...)
- El departamento de Quillota estará formado por el territorio del antiguo departamento de este nombre, y por la parte de la antigua subdelegación 6a. Montenegro, del actual departamento de Los Andes, que queda al norte de la línea de cumbres que limita por el Sur la hoya del río Aconcagua;

- El departamento de Valparaíso estará formado por el territorio de los antiguos departamentos de Limache, Valparaíso y Casablanca, por la parte de la antigua subdelegación 5a. Lepe, del actual departamento de Melipilla, que queda al norte de la línea de cumbres entre el cerro del Roble Alto y el cerro de Las Cardas, pasando por el Alto de Carén, el cerro de Los Morros y el paso de los Padrones sobre el Estero de Puangue; (...)."

Luego, en 1936, se restituyó la provincia de Valparaíso, estableciéndose los siguientes departamentos:
| Departamento | Cabecera   |
| ------------ | ---------- |
| Valparaíso   | Valparaíso |
| Quillota     | Quillota   |

Más adelante se creó el departamento de Isla de Pascua, estableciéndose la provincia de Valparaíso de la siguiente forma:
| Departamento   | Cabecera   |
| -------------- | ---------- |
| Valparaíso     | Valparaíso |
| Quillota       | Quillota   |
| Isla de Pascua | Hanga Roa  |

Durante los años 1970, ocurrió un nuevo cambio en la división político-administrativa del país, con la creación de las regiones.
En 1976 se creó la región de Valparaíso, a partir de las antiguas provincias de Valparaíso y Aconcagua, así como del departamento de San Antonio, en la provincia de Santiago.